# ジェームス・モリソン (パイロット)

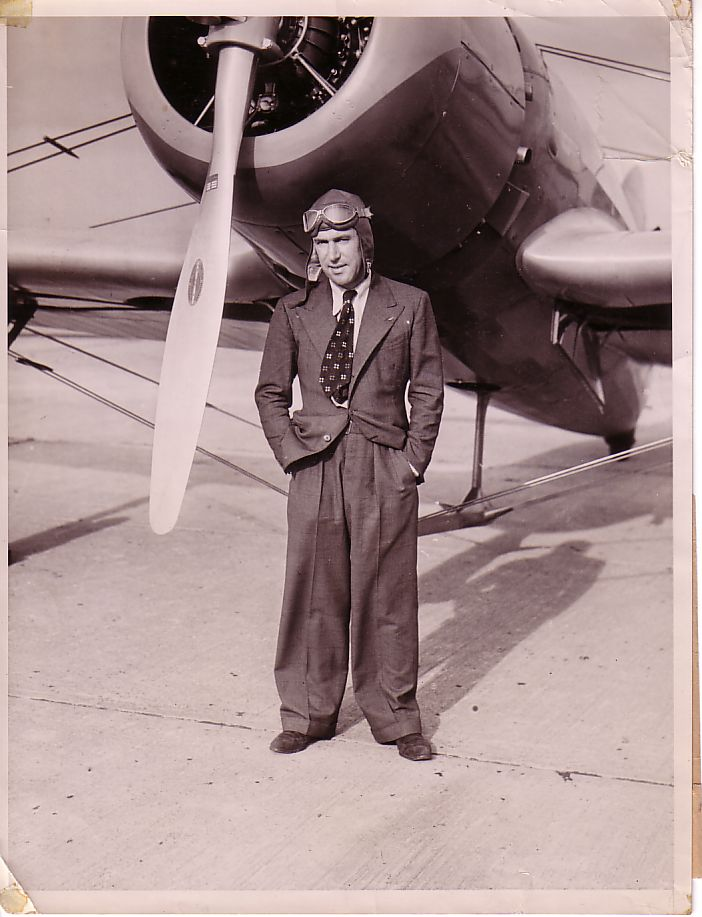
ジム・モリソン

ジェームス・アラン・"ジム"・モリソン（James Allan "Jim" Mollison、1905年4月19日 - 1959年10月30日）は、1930年代に多くの記録を残したスコットランドのパイロットである。
スコットランドのグラスゴーで生まれた。18歳でイギリス空軍の最も若い将校となり、22歳で、Central Flying School (CFS)の最も若い操縦教官となった。予備役になって民間航空に発展に専念し、1928年から1929年の間は南オーストラリア飛行クラブの教官を務め、その後Eyre Peninsular航空や オーストラリア・ナショナル航空のパイロットとなった。パイロットとしての名声を得るために、数々の記録飛行を行った。1931年7月から8月に、オーストラリアからイギリスまでを8日間と19時間で飛行し、1932年3月にはイギリスから南アフリカまでを4日17時間で飛行した。1932年に有名な女性パイロット、エミー・ジョンソンと出会い、出会った8時間後にプロポーズし1932年7月に結婚した。1932年8月18日、アイルランドのダブリンのポートマードックからカナダのニューブランズウィック州ペンフィールドまでの大西洋横断単独飛行を行い。1933年には3日と13時間でイギリスからアフリカを経由してブラジルまでの南大西洋単独横断飛行を行った。
1933年7月22日に、妻と世界一周飛行を企ててウェールズを出発するが、アメリカのコネティカットに着陸する時に、事故を起こし、夫妻は負傷し、世界一周飛行の達成はできなかった。1934年10月には、イギリスからオーストラリアまでの航空レース、マックロバートソン・エアレースに、夫妻で参加し、彼らの乗機、デハビラント DH.88 コメット、「ブラックマジック号」はレースをバクダードまでリードしたが、アルラハバードで航空用でない燃料をつかったためにエンジンを壊し、リタイヤした。
1938年には、夫妻はモリソンの飲酒癖などが原因で離婚した。
第二次世界大戦中は航空輸送予備部隊（ATA: Air Transport Auxiliary）で働き、1941年にはエミー・ジョンソンが航空機の輸送中に事故死し、モリソンも副操縦士としてアンソンで飛行中にドイツ空軍の戦闘機に襲われ、乗機は被弾するが乗員は負傷しなかった。着陸後モリソンは紅茶がどこで飲めるかしか関心がなかったと伝えられている。
戦後はロンドンで暮らし、1953年に飲酒癖が問題となり、パイロットライセンスを取り消された。1959年に没した。